# Pierre (futebolista)
Lucas Pierre Santos Oliveira,[carece de fontes?] mais conhecido como Pierre (Itororó, 19 de janeiro de 1982), é um ex-futebolista brasileiro que atuava como volante.

## Clubes

### Ituano
Fez ótimas atuações, mas teve muitos problemas particulares.[carece de fontes?]

### Paraná
Fez um belo Campeonato Brasileiro de 2006, pelo Paraná, onde se classificaram para a Copa Libertadores da América de 2007, no qual se destacou e despertou o interesse do Palmeiras.

### Palmeiras
Pierre chegou a Palmeiras em 2007, a pedido do então técnico Caio Júnior. Ele se tornou um jogador importante, por demonstrar um grande poder de pressão, por sua raça, pela força de vontade e pela liderança sobre o grupo de atletas.
Em 2008, foi titular da equipe campeã do Campeonato Paulista. Foi em julho desse ano que a esposa de Pierre deu à luz, prematuramente,a gêmeos de sete meses, um menino e uma menina. O menino morreu horas depois do parto e a menina, Pietra, ficou internada e deixou o hospital três meses depois.
No ano de 2009 foi titular absoluto da equipe, porém na reta final do Campeonato Brasileiro sofreu uma lesão séria, que o levou a ficar fora dos gramados por cerca três meses.
Em junho daquele ano, a esposa de Pierre perdeu um bebê em nova gravidez. Pietra já havia sido internada no mês anterior e vários torcedores desejaram o melhor para a filha que passou bem, através de telefone e internet.
Entre 2010 e 2011, foi pouco aproveitado pelo técnico Luiz Felipe Scolari, perdeu a titularidade e teve outra séria lesão em um acidente de carro.

### Atlético Mineiro
Em agosto de 2011, Pierre foi emprestado ao Atlético Mineiro até o final do ano. O jogador foi um pedido do técnico Cuca. No Atlético Mineiro, Pierre conseguiu expor o futebol que o consagrou no Palmeiras e virou xodó da torcida atleticana.
No dia 9 de janeiro de 2012, Pierre assinou um contrato de 3 anos com o Atlético. Em troca, o meia Daniel Carvalho foi repassado ao Palmeiras.
Em 2012 Pierre demostra novamente seu grande futebol e faz uma bela dupla com Leandro Donizete,e é vice campeão brasileiro. 
Em 2013 é campeão da Copa Libertadores da América e é um dos grandes destaques pela sua raça.

### Fluminense
Em 10 de abril de 2015, Pierre acertou com o Fluminense até dezembro de 2016. Renovou seu contrato com o clube até o fim de 2017.

## Aposentadoria
Em 2018, seu último ano como futebolista, atuou no Atlético Paranaense e no Joinville. Em fevereiro de 2019, anunciou a sua aposentadoria como jogador de futebol.

## Títulos

### Como jogador
Ituano
- Campeonato Paulista: 2002

Paraná Clube
- Campeonato Paranaense: 2006

Palmeiras
- Campeonato Paulista: 2008

Atlético Mineiro
- Copa do Brasil: 2014
- Recopa Sul-Americana: 2014
- Copa Libertadores da América: 2013[6]
- Campeonato Mineiro: 2012 e 2013

Fluminense
- Taça Guanabara: 2017
- Primeira Liga: 2016

Atlético Paranaense
- Taça Caio Júnior: 2018
- Campeonato Paranaense: 2018

### Outras Conquistas
Palmeiras
- Taça Osvaldo Brandão: 2009

Seleção Paulista
- Troféu Miguel Arraes: 2007[7]

## Prêmios
- Bola de Prata (Placar): 2009
- Melhor Volante (Troféu Guará): 2011
- Seleção do Campeonato Mineiro: 2012